# Квінт Гедій Лолліан Плавцій Авіт
Квінт Гедій Лолліан Плавцій Авіт (лат. Quintus Hedius Lollianus Plautius Avitus; ? — після 224) — державний та військовий діяч Римської імперії, консул 209 року.

## Життєпис
Походив із роду Гедіїв із Полленції (Цізальпійська Галлія). Син Квінта Гедія Гентіана, консула 186 року. Спочатку був військовим трибуном у XIII легіоні Близнюків, що стояв у Дакії. Наступною посадою стала посада триумвіра-монетарія. У 195 році став квестором, а у 200 році — претором. З 201 до 202 року був легатом у провінції Азія. Того ж року призначений чиновником із відправлення права до областей Астурія та Галеція. З 202 до 205 року очолював VII легіон Близнюків.
У 209 році став консулом, разом з Луцієм Аврелієм Коммодом Помпеяном. З 209 до 210 року як імператорський легат-пропретор керував провінцією Бетіка. У 224 році призначений проконсулом провінції Азія. Про подальшу долю немає відомостей.